# إعصار فانفون
إعصار فانفون في الفلبين هو إعصار أدى إلى مقتل أكثر من 28 شخصاً بعدما ضرب قرى نائية ومناطق سياحية وسط الفلبين في 25 ديسمبر 2019. وكانت سرعة الرياح المرافقة للإعصار قد بلغت حوالي 195 كيلومترا في الساعة، وأدى إلى أضرار مادية في الممتلكات العامة والمساكن في عدة مناطق في الفلبين، وأنقطعت على أثرهِ شبكات الاتصال والأنترنت في قسم منها، حيث حطمت الرياح أعمدة الكهرباء والأنارة وأغرقت مياه الأمطار الشوارع العامة واضطر الناس إلى طلب المساعدة.
وإعصار فانفون هو الإعصار الحادي والعشرين الذي يضرب الفلبين خلال عام 2019، حسب مكتب الأرصاد الذي أشار إلى أنه من المتوقع أن يغادر الإعصار الفلبين يوم السبت 28 ديسمبر 2019.

## ردود الفعل

### الدولية
- قدمت نائبة رئيس الوزراء الماليزي الدكتورة وان عزيزة وان إسماعيل تعازيها لحكومة الفلبين بضحايا إعصار فانفون الذي اجتاح البلاد وسط الاحتفالات بعيد الميلاد، ودعت للضحايا وعائلاتهم بالصبر الجميل.[7]